# MP-443 Grach
La MP-443 Grach o semplicemente MP443 è una pistola semi-automatica russa, camerata per il 9mm Parabellum, adottata nel 2003 come arma standard da tutti i rami dell'esercito e delle forze dell'ordine della Federazione, insieme alla precedente GSh-18 (2000) e alla SPS (Serdyukov), in sostituzione della Makarov PM.